# 혼고정 (아이치현)
혼고정(本郷町)은 아이치현 기타시타라군에 설치되었던 정이다. 현재의 도에이정 중심부에 해당한다.